# 时事通讯
时事通讯是企业或组织是專門发送给客户、员工或其他订阅用戶的活动公告以及新闻。它可以分為紙質版以及电子版，时事通讯可能被视为一種灰色文献。電子版的时事通讯會通过电子邮件的方式发送給用戶，這類型的電子郵件雖然不同於新聞媒體的電子新聞，但一般也被稱為電子報。
如果在未经用戶訂閱的情況下发送电子邮件，则該電子郵件可能會被视为垃圾邮件。